# 34街-先驅廣場車站
34街-先驅廣場車站（英語：34th Street–Herald Square station）是紐約地鐵BMT百老匯線和IND第六大道線的一個地下車站複合，也是紐約地鐵第三繁忙的車站，2014年有39,285,568名乘客進入車站。此站位於曼哈頓中城的先驅廣場，34街、百老匯和第六大道交界，設有以下列車服務：
- D線、F線、N線、Q線（任何時候停站）列車
- R線（任何時候停站（深夜除外））列車
- B線、M線、W線（僅平日停站）列車

## 車站結構
| G  | 街道層                | 出入口 |
| B1 | 夾層                  | 閘機、車站詢問處、往33街PATH車站的轉乘 MTA升降機位於百老匯西側34街以南的先驅中心大廈；PATH升降機位於第六大道西側32街以北                    |
| B2 | 南行                  | 深夜和週末經BMT海灘線往斯提威爾大道（28街） · 深夜經BMT布萊頓線往斯提威爾大道（28街） · 往灣脊區-95街（28街） · 平日往白廳街-南碼頭（28街） |
| B2 | 島式月台，左/右側開門 | |
| B2 | 南行快速              | 平日經BMT海灘線往斯提威爾大道（14街-聯合廣場） · 深夜外經布萊頓往斯提威爾大道（14街-聯合廣場）                                              |
| B2 | 北行快速              | 平日往阿斯托利亞-迪特馬斯林蔭路（時報廣場-42街） · 深夜外往96街（時報廣場-42街）                                                            |
| B2 | 島式月台，左/右側開門 | |
| B2 | 北行                  | 平日、 週末深夜往阿斯托利亞-迪特馬斯林蔭路（時報廣場-42街） · 往森林小丘-71街（時報廣場-42街） · 往96街（時報廣場-42街）                    |
| B3 | 南行                  | 經IND卡爾弗線往康尼島-斯提威爾大道（23街） · 平日往百老匯交匯（23街）                                                                       |
| B3 | 島式月台，左/右側開門 | |
| B3 | 南行快速              | 平日往布萊頓海灘（西4街-華盛頓廣場） · 經BMT西城線往康尼島-斯提威爾大道（西4街-華盛頓廣場）                                                 |
| B3 | 北行快速              | 繁忙時段往貝德福德公園林蔭路，日間晚上往145街（42街-布萊恩特公園） · 往諾伍德-205街（42街-布萊恩特公園）                                    |
| B3 | 島式月台，左/右側開門 | |
| B3 | 北行                  | 往牙買加-179街（42街-布萊恩特公園） · 平日往森林小丘-71大道（42街-布萊恩特公園）                                                            |

此車站複合月台之上有一個長夾層。該夾層有三條樓梯和兩部升降機前往兩個百老匯線月台，同時有三部扶手電梯前往第六大道線月台（兩條北行、一條南行）。此站也設有一條不符合美國殘疾人法案標準的坡度前往中層。該層設有兩對樓梯分別前往各第六大道月台。此層的升降機位於夾層北端。

### 出口
夾層北端是35街出口，設有轉棍閘機、票務處和街梯。有三條樓梯連往除西南角以外第六大道和35街交界的所有角落。也有一條較短的行人通道前往百老匯和35街的西北角和西南角。
除此以外，夾層亦與位於百老匯/第六大道和34街的兩個入口有連接。西側的入口是全時間有職員駐守，設有兩條樓梯通往34街。西北樓梯設有入口通往一家地下漢堡王。同時亦設有一條較長的通道通往PATH的33街車站，以及一部街道升降機。34街東側入口只有部分時間有職員駐守，當票務處關閉時只有2部轉棍閘機可前往夾層。此入口還有一條通道連接35街出口，以及夾層兩對只限離開的閘機。
第六大道層南端又設有另一個夾層，該夾層設有兩條樓梯分別前往各月台。它直接位於PATH車站夾層正下方（街道層下兩層）並設有一條行人通道前往百老匯及32街的入口。閘外設有入口直接通往曼哈頓商場的兩層位於地庫的傑西潘尼。同時也有扶手電梯前往商場的前入口。位於百老匯和32街的入口無職員駐守，有兩條街梯，最南端也有各一條樓梯前往兩個百老匯月台。同時還有街道前往百老匯和32街的西北角和東北角，以及第六大道和32街的東北角。

### 行人通道
此站有已關閉的行人通道（不可免費轉乘）前往北面鄰近的42街-布萊恩特公園車站以及IRT百老匯-第七大道線的34街-賓州車站。
此站曾經有出站轉乘通道前往西面一個街區的賓夕法尼亞車站。1970和1980年代期間，紐約地鐵有很高的罪案率，行人通道也有類似的高罪案率。行人通道只在兩端各設一個出口，位於33街之下。如此之名因為其鄰近Gimbels百貨公司以及賓夕法尼亞酒店。該通道在1990年代關閉，乘客必須在街道行走以連接通勤鐵路。其中一個地產發展商，Vornado Realty Trust，在2010年提出重開通道，以交換改變興建辦公大樓取代現有的建築物。
往布萊恩特公園的通道位於閘外，希望減輕42街和34街車站的客流量。1980年代，通道成為無家可歸和吸毒者的聚集地。通道在1991年3月23日發生一宗強姦案後關閉。

### 翻新
此車站複合在1970年代末翻新。交通局維修了車站的結構和翻新了外表。翻新更換了原有的牆壁瓷磚、舊指示牌以及光管成為70年代現代化外觀。同時也維修了樓梯和月台邊緣。在1990年代早期，車站再進行另一項大型維修，包括升級至無障礙通行和現代化牆壁瓷磚。MTA維修了樓梯、重鋪了瓷磚、在地板安裝了新瓷磚、更新車站照明以及公共地址系統、沿月台邊緣安裝符合無障礙通行安全邊緣、新指示牌以及在來回方向安裝新道床。

## BMT百老匯線月台
34街-先驅廣場車站（英語：34th Street–Herald Square）是一個位於BMT百老匯線的快車地鐵站，設有兩個島式月台和四條軌道。此層在紐新航港局過哈德遜河捷運車站啟用幾年後開放，第六大道線月台在後來興建。
各月台設有三條樓梯和一部升降機前往北半部的主夾層和另一條樓梯前往最南端的32街。車站以北兩個方向都設有剪式橫渡線，平日N線列車在曼哈頓以快車營運時使用。
因為往皇后區的N線列車在此站以北由快車軌道轉往慢車軌道，不少列車都需要在此等待直至另一列列車抵達對側軌道。視乎時程，列車不一定按照它們到達的同一個順序離開。這引致乘客混淆，他們需要在北行月台來回奔跑以搭上首先離開的列車。這個問題也存在於其他兩條前往同一個目的地的路線、卻各自停靠兩側的月台，例如富蘭克林大道-麥德加·艾菲斯學院（南行2號線和5號線列車）、堅尼街車站（A線、C線和E線列車）、59街-哥倫布圓環車站（南行B線和D線列車）、皇后廣場車站（E線、M線和R線列車）以及埃塞克斯街車站（外行J/Z線和M線列車。紐約時報將此稱為「地鐵拖曳」（The Subway Shuffle）。

## IND第六大道線月台
34街-先驅廣場車站（英語：34th Street–Herald Square）是一個位於IND第六大道線的快車地鐵站，設有兩個島式月台和四條軌道。夾層升降機位於車站北端，而往曼哈頓商場入口的樓梯則位於南端。月台設有許多樓梯和升降機前往主夾層。兩個月台的樓梯都可使用不符合美國殘疾人法案的斜坡前往夾層。
月台長度並不相等，北行月台比南行月台稍長。車站以北有無數渡線和轉轍器，容許來自上城的列車在建築和關閉期間以此站快車軌道為總站。
此站的IND部份興建期間，承建商也需要處理許多問題。其中BMT和PATH月台在車站該部份完工幾十年前已存在。承建商需要挖得更深入以免干擾原有月台和避免電線和水管。
克里斯蒂街連接1967年開放以前，快車軌道只在車站以南延長140英呎的止衝擋，雖然隧道比止衝擋的位置再長260英呎。

## 爆炸計劃
2004年8月28日，沙赫薩瓦爾·馬丁·錫拉季和傑姆斯·埃爾沙法耶計劃趁2004年共和國全國大會期間在先驅廣場車站放置炸彈而被捕。埃爾沙法耶與檢察官合作並獲得認罪協商，錫拉季則因四度串謀，最嚴重包括2006年在公共交通系統放置炸彈，並在2007年判處監禁30年。

## 車站周邊
- 帝國大廈，34街入口一個街區以東
- 曼哈頓商場（英语：Manhattan Mall），也是32街入口所在地
- 先驅廣場，直接位於34街入口之間
- 梅西先驅廣場（英语：Macy's Herald Square），近34街西北入口
- 賓州車站和麥迪遜廣場花園，位於32街入口一個街區以西

## 外部連結
- nycsubway.org—BMT百老匯地鐵: 34街/先驅廣場
- nycsubway.org—IND第六大道: 34街/先驅廣場
- nycsubway.org – Yab-Yum Artwork by David Provan (1992)（页面存档备份，存于）
- nycsubway.org – Radiant Site Artwork by Michele Oka Doner (1991)（页面存档备份，存于）
- nycsubway.org – Halo Artwork by Nicholas Pearson (1991)（页面存档备份，存于）
- nycsubway.org – REACH New York, An Urban Musical Instrument Artwork by Christopher Janney (1996)（页面存档备份，存于）
- Station Reporter – 先驅廣場複合
- MTA's Arts For Transit – 34街-先驅廣場
- Google地圖街景百老匯及35街入口（页面存档备份，存于）
- Google地圖街景第六大道及35街入口（页面存档备份，存于）
- Google地圖街景百老匯/第六大道及34街入口
- Google地圖街景曼哈頓商場入口（第六大道西側）（页面存档备份，存于）
- Google地圖街景百老匯及32街入口（页面存档备份，存于）
- Google地圖街景BMT月台 （页面存档备份，存于）
- Google地圖街景IND月台 （页面存档备份，存于）